# 哥倫比亞角蛙
哥倫比亞角蛙（学名：Ceratophrys calcarata）为細趾蟾科角花蟾屬下的一个种。